# Xinyi, Xuzhou
Xinyi är en stad på häradsnivå som hör till Xuzhous stad på prefekturnivå i Jiangsu-provinsen i östra Kina. Den ligger omkring 250 kilometer norr om provinshuvudstaden Nanjing. 